# Agrostis venti
Agrostis venti é uma espécie de gramínea do gênero Agrostis, pertencente à família Poaceae.